# Rio Itapecuruzinho
O rio Itapecuruzinho é um curso d'água brasileiro que banha o estado do Maranhão. É um dos formadores da bacia rio Itapecuru.
Nasce no município de Parnarama, passando também por Matões, desaguando em Caxias na margem direita do Itapecuru, após um percurso de aproximadamente 93 km de extensão.